# 魏汝翼
魏汝翼（1524年—？），字子行，陝西西安府涇陽縣人，軍籍，明朝政治人物。

## 生平
嘉靖二十五年（1546年）丙午科陝西鄉試第五十一名舉人。嘉靖四十一年（1562年）中式壬戌科會試第二百五十八名，三甲第二百零八名進士。

## 家族
曾祖魏祥；祖父魏瓚，安邑知縣；父魏弘仁，知縣。母郭氏。永感下。